# Carlo Filippo Perrone di San Martino
Carlo Filippo Perrone, baron di San Martino  - sabaudzki dyplomata żyjący na przełomie XVII i XVIII wieku.
Reprezentował Księstwo Sabaudii-Piemontu w Paryżu w latach 1713–1716 jako ambasador króla Wiktora Amadeusza II. Jego sekretarzem był od 1714 roku Filippo Nicola Donaudi.
Jego siostrzeńcem był Carlo Baldassarre Perrone di San Martino (1718-1802). Z tego samego rodu wywodził się bardziej znany wódz i polityk hrabia Ettore Perrone di San Martino (1789-1849).